# Saint-Laurent-du-Var
Saint-Laurent-du-Var (in occitano Sant Laurenç de Var, in italiano storico San Lorenzo del Varo) è un comune francese di 30 157 abitanti situato nel dipartimento delle Alpi Marittime della regione della Provenza-Alpi-Costa Azzurra.

## Geografia fisica
Saint-Laurent-du-Var fa parte dell'area urbana di Nizza, da cui dista 5 km (ovest) ed è divisa da essa dal fiume Varo. Dal lato occidentale della costa dista da 15 km da Antibes e 26 da Cannes. Da quello orientale dista 26 km da Monaco, 33 da Mentone e circa 40 da Ventimiglia.

## Storia
Dopo la conquista romana, portata a compimento nel 14 a.C., l'imperatore romano Augusto organizza le Alpi in province, e il territorio di Saint-Laurent-du-Var dipende dalla provincia delle Alpi Marittime.
L'origine della cittadina si attesta intorno all'XI secolo, quando venne creata come luogo di sosta per viaggiatori, sotto la protezione di san Lorenzo.
Nel corso del medioevo Saint-Laurent-du-Var fece parte della Borgogna Cisgiurana e poi del Regno d'Arles. Attorno al X secolo divenne parte della contea di Provenza, per poi passare ai re di Francia.
Dal 1388 Saint-Laurent-du-Var, per la sua posizione strategica, divenne una roccaforte di confine per cinque secoli fra la Francia e l'Italia, quando la contea di Nizza con la dedizione di Nizza alla Savoia, seguì le vicende storiche della Contea di Savoia, del Ducato di Savoia e del Regno di Sardegna sino al 1860, quando Nizza venne ceduta alla Francia.

## Società

### Evoluzione demografica
Abitanti censiti

## Economia

### Turismo

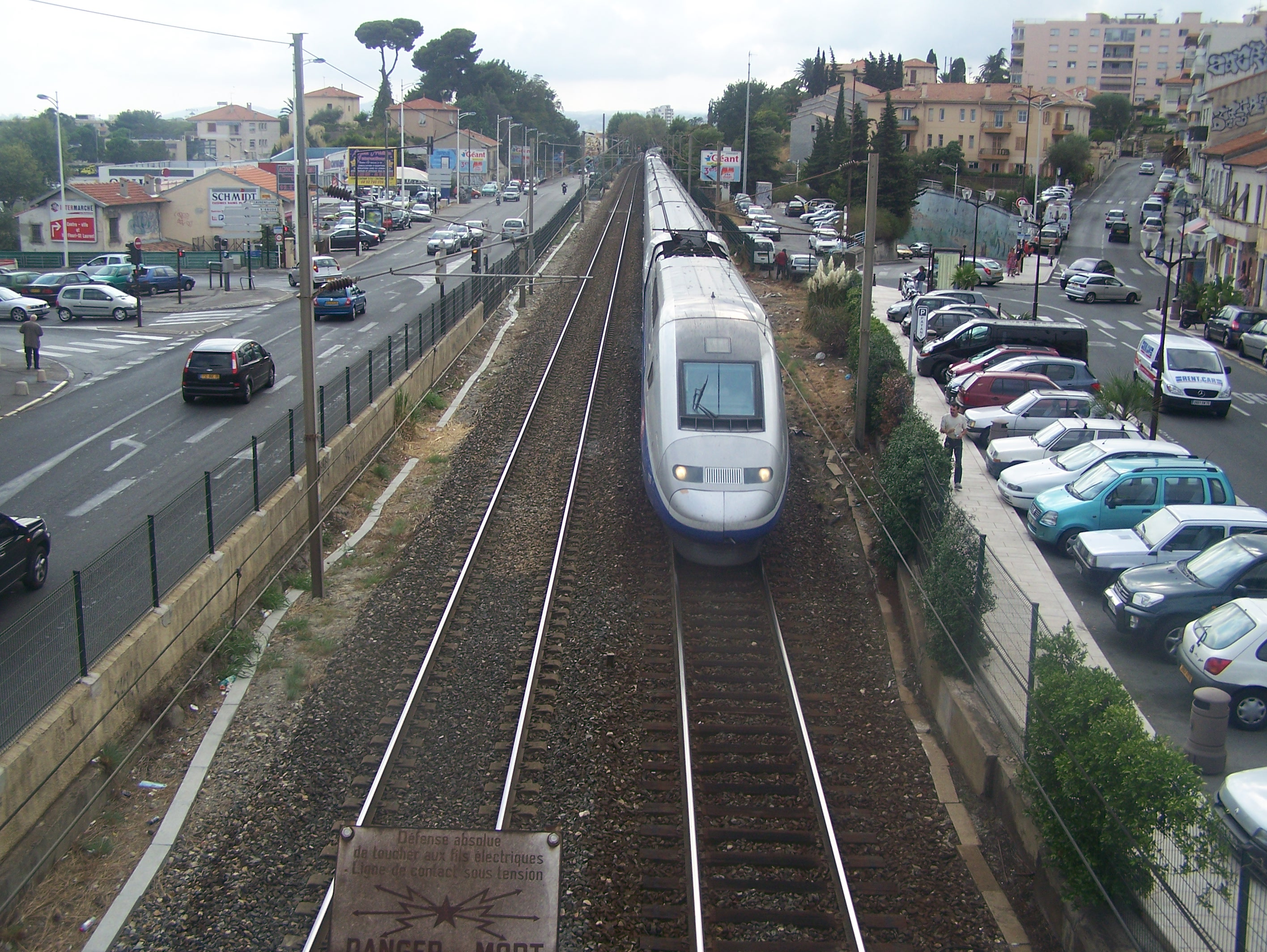
Un TGV Duplex attraversa il centro.

La cittadina ha un certo richiamo turistico, soprattutto per la vicinanza con Nizza e per la sua posizione in Costa Azzurra.
St. Laurent du Var è una cittadina in rapida espansione demografica, dotata di un grande parco industriale e di un quartiere commerciale. Quest'ultimo, chiamato "Cap 3000", è sito sul lato occidentale della foce del Var, ed è molto vicino all'aeroporto di Nizza.

## Infrastrutture e trasporti
La stazione ferroviaria di St. Laurent, adibita al traffico regionale, si trova sulla linea Marsiglia – Ventimiglia. A livello autostradale, la cittadina conta uno svincolo sulla A8 La Fare-les-Oliviers-Ventimiglia.

St. Laurent è dotata anche di un porto e l'aeroporto internazionale più vicino è quello di Nizza (Nice-Côte d'Azur), sito appena oltre il confine fluviale con la città capoluogo.

## Amministrazione

### Gemellaggi
- Landsberg am Lech
- Waldheim
- Siófok
- Saint-Laurent-du-Maroni
- tutte le Saint-Laurent francesi (95 comuni nella Francia metropolitana)